# 瑞典語
瑞典語 （svenskaⓘ [ˈsvɛ̂nːska]），简称瑞语，是北日耳曼语（也称为斯堪的那维亚语）的一种，主要使用地区为瑞典、芬兰（尤其是奥兰群岛），使用人数超过九百万人。它和斯堪的那维亚地区另外两种语言——丹麦语和挪威语——是相通语言。和其它北日耳曼语一样，瑞典语来源于古诺尔斯语。古诺尔斯语是维京时期斯堪的那维亚地区通用语言。
瑞典成人的识字率高达99%。标准瑞典语是瑞典官方语言，来源于19世纪瑞典中部的方言，并在20世纪初固定下来。标准瑞典语的口语和书面语是统一且标准化的。如今从一些古老的偏远地区的方言演化下来的其它语言变体依旧存在，部分方言和标准瑞典语在语法和词汇上有很大区别，已经不能称为相同语言。这些方言只在很偏僻的地区使用，并且使用的人数很少，而这些人社会流动性很低。虽然目前没有迹象这些语言将成为死语，有很多学者认真研究这些方言，并且当地政府也鼓励人们使用这些方言，但是自上个世纪以来，使用这些方言的人数还是逐渐减少。
瑞典语标准语序是主谓宾结构，有时为了强调某些词会更改语序。瑞典语的构词学和英语相近，词形变化相对较少；有两种词性，没有语法上的格（以前的研究认为有两种格，主格和属格）；单数和复数之间有区别。形容词根据词性、数量和限定范畴的不同发生改变。名词的限定范畴通过不同后缀来表示，同时前面加以定冠词和不定冠词。韵律特征体现在重音和声调上。瑞典语有大量元音。瑞典语还以Sj音而著称，这是一种变化复杂的辅音音位。

## 语系分类
瑞典语属于印欧语系日耳曼语族北日耳曼语支，和丹麦语同属东斯堪的那维亚语。与之相对的西斯堪的那维亚语则由法罗语、冰岛语、挪威语等语言组成。近来研究分析提出将北日耳曼语支分成斯堪的那维亚岛语和斯堪的那维亚大陆语，将挪威语与丹麦语和瑞典语分成一类，主要原因是近1000年来，挪威语受东斯堪的那维亚语（尤其是丹麦语）影响很深，而与法罗语和冰岛语的差异越来越大。
根据很多通用语言的基本标准，斯堪的那维亚大陆语被广泛认为是通用斯堪的那维亚语的几种方言，相互差别不大。然而，由于几个世纪以来丹麦和瑞典的强烈冲突，包括16世纪和17世纪一系列的战争以及19世纪末期和20世纪初期民族主义浮现，这些语言在拼写、词典、语法和管理机构等方面都独立发展。丹麦语、挪威语和瑞典语从语言学的观点来看更象是斯堪的那维亚语的方言连续体，而其中的一些地区，比如挪威和瑞典交界处（尤其是西约塔兰省、韦姆兰省、达拉纳省和耶姆特兰省的西部）采用了介于两国标准语言的中间语言。

## 歷史

### 古诺斯语
8世纪，斯堪的那维亚的日耳曼语族语言原始诺斯语经历了一些改变，演化成古诺斯语（英语：Old Norse）。这种语言也经历了一些新的变化，然而并没有在整个斯堪的那维亚地区流传起来，这样就形成了两种相似的语言，西古诺斯语（挪威语，冰岛语，法罗语）与东古诺斯语（瑞典语和丹麦语）。
古东诺尔斯语的次方言在瑞典被称作古瑞典语（瑞典语：Runsvenska，因书写体系卢恩字母得名，使用时期从九世纪至13世纪20年代），在丹麦则称作古丹麦语（丹麦语：Gammeldansk）。在12世纪之前，除了一个古丹麦语单元音化外（见下文），两个国家的方言还是基本相同的，这些方言被称作古代北欧文字的主要原因是这些语言使用古北欧字母书写。
12世纪，丹麦和瑞典的方言开始分化，13世纪古丹麦语和古瑞典语开始形成。在中世纪，所有这些语言都受中古低地德语影响。虽然语言的发展从来没有严格的界限，本文讲述的分类方法目前被瑞典语语言学家所广泛接受并使用。
从1100年开始，丹麦的方言和瑞典开始有所不同。由于丹麦各地语言改革的不均衡而导致一系列小方言的产生，同言线从南方的西兰岛一直分布到北方诺尔兰、东博腾以及芬兰的东南部。
古丹麦语中将双元音“æi”单元音化为“é”，如“stæinn”转化成“sténn”（意为石头），这也是古丹麦语和其它古东诺斯语的一个主要区别。另外“au”转化成长开口音“ø”，如“dauðr”转成“døðr”（意为死亡）。而且，双元音“øy”转成长闭口音“ø”。这些革新影响了除了瑞典北部和梅拉伦地区东部以大部分使用古北欧瑞典语的地区。

### 古瑞典语

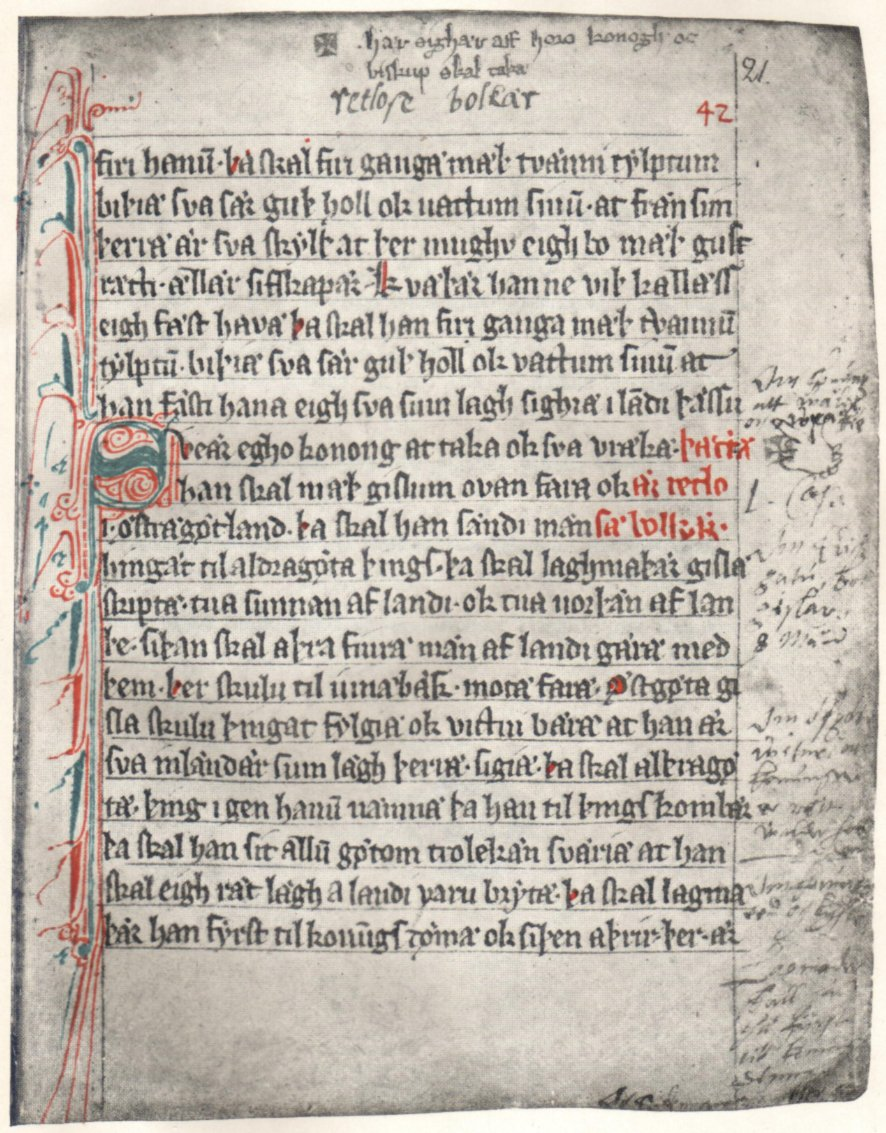
西约塔兰法的副本-1280年代西约塔兰的法律，是用拉丁字母书写的瑞典语的最早的文件之一。

1225年开始，中世纪的瑞典语称为古典瑞典语（瑞典语：Klassisk fornsvenska）。在所有那个时期用拉丁字母书写的最重要文件中，西约塔兰法（Västgötalagen）是其中最古老的文件之一，发现的碎片中记载的年份为1250年。随着天主教的成立和各种宗教的法规的颁布，瑞典语引入了很多希腊语和拉丁语的外来词。13世纪末期和14世纪初期，汉萨同盟力量的扩大，除了在经济、军事和政治上的影响外，随着大量德国的移民的到来，低地德语也开始影响瑞典语的发展。除了战争、贸易和行政相关大量词语外，语法的前缀甚至连接词也引入到瑞典语中。几乎所有的海军术语都是从德语中借用过来的。
早期中世纪瑞典语和现代语言相比有更多复杂的格，并且词性系统也还没有被缩小。名词、形容词、代词和一些数词有四种格，除了现代的主格外，还有属格、与格和宾格。词性系统与现代德语类似，分阳性、阴性和中性。大部分阳性和阴性的名词后来被归为通性。动词系统也很复杂，包括虚拟和命令语气，并且动词要随人称和数进行变位。16世纪，现代瑞典语口语和通俗文学中的语法格和词性系统减少为两种格和两种性。直到18世纪，一些散文等体裁的作品还沿袭原来的词形变化，而在一些方言中一直保留到20世纪初。
北欧国家中，拉丁字母有一些变迁。根据区域的不同，“ae”在有些语言中拼写成“æ” 或者“a'”；“ao”则为“ao”，“oe”则为“oe”，后来演化成三个不同的字母——ä、å和ö。

### 近代瑞典语

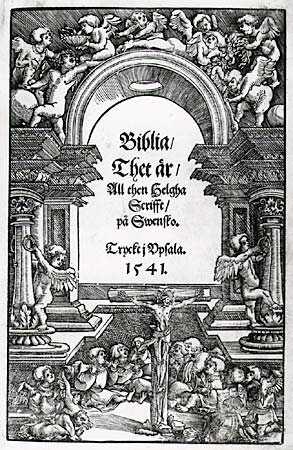
1541年版本的古斯塔夫·瓦萨圣经的封面

随着印刷机的出现和欧洲宗教改革的推动，近代瑞典语（nysvenska）也开始发展。新国王古斯塔夫·瓦萨掌握政权后，命令将圣经翻译成瑞典文。《新约圣经》于1526年出版，全套瑞典语圣经译本于1541年出版，通常被称作“古斯塔夫·瓦萨圣经”。这个版本的翻译非常成功，不断重版，到1917年之前一直是最通用的圣经译本。主要的翻译者是劳伦丘斯·安德雷（Laurentius Andreae）、劳伦丘斯·彼得里（Laurentius Petri）和奥劳斯·彼得里。
瓦萨圣经通常被认为是古瑞典语和新瑞典语的适度综合。它并没有全部使用当时通用的口语，也没有完全废弃古老的术语。这是瑞典语正寫法发展的重要的一步，引入了元音“å”、“ä”和“ö”，同时拼写“ck”取代了“kk”， 与丹麦语圣经有了明显区别，可能也是两个国家正在进行战争的原因导致。三位翻译者都来自瑞典中部，因此在新的圣经里面加入了一些特殊的中部瑞典语的特征。
虽然圣经的翻译为正寫法的标准指定建立了一个良好的开端，然而在该世纪的其余岁月裡拼写变得更加不确定。19世纪初期，关于拼写的讨论争执不定，直到19世纪下半叶，正寫法才达到普遍接受的标准。
当时大写字母还没有标准化。受德语影响，名词都是大写的，其它大写则很少。由于圣经的印刷采用粗黑体字或黑体字，因此大写字母的也不明显。这种字体一直使用到18世纪中期，之后渐渐被拉丁字体（通常为为西文粗体字）所取代。
在近代瑞典语发展时期，发音出现一些重大的变化，一些不同的辅音簇发音逐渐转为清齿龈擦音/ʃ/和/ɧ/；同时/g/和/k/逐渐向/j/和清龈颚擦音/ɕ/软化，浊软颚擦音/ɣ/ 开始往对应的浊软颚塞音/g/转变。

### 当代瑞典语

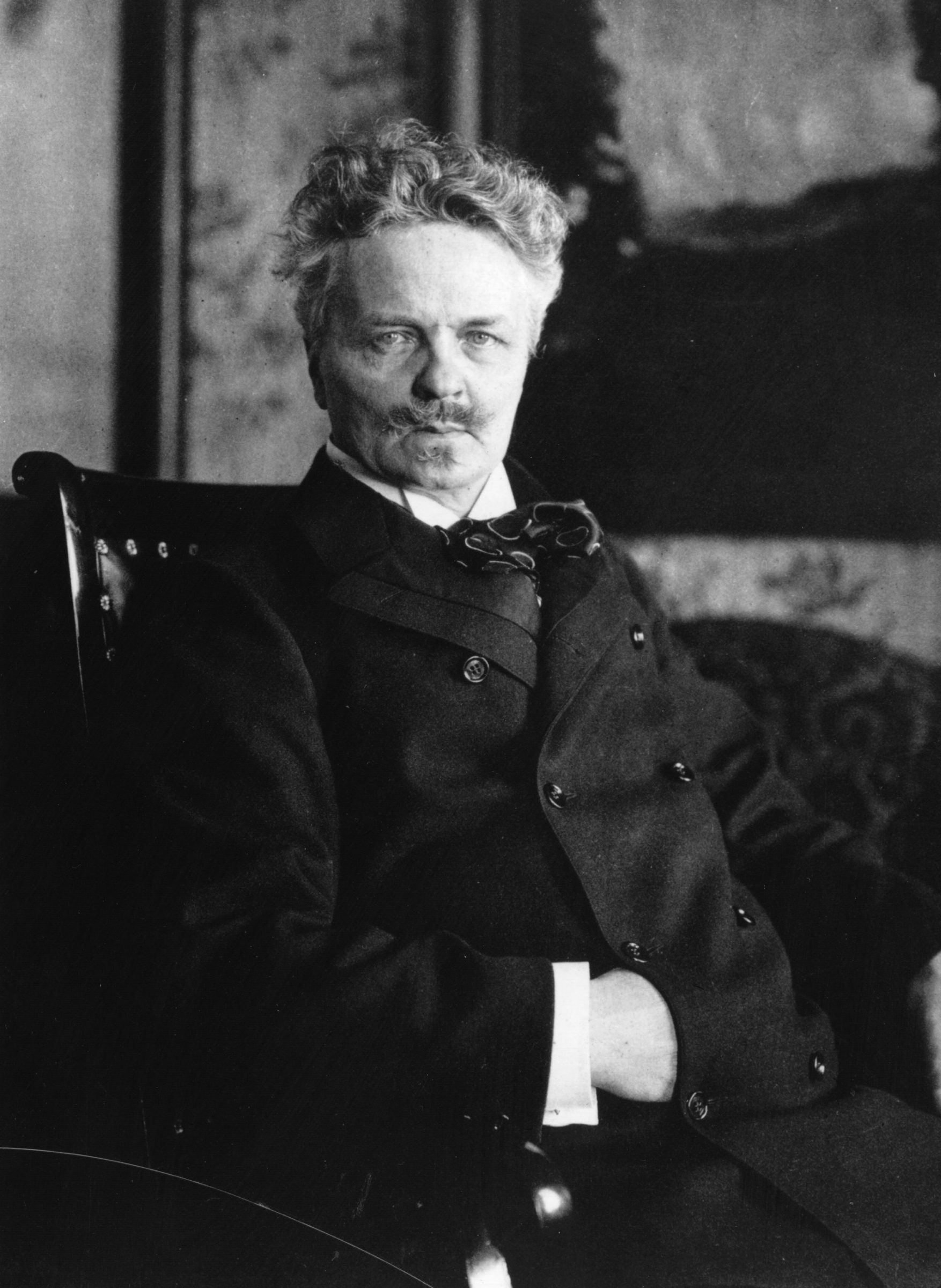
奥古斯特·斯特林堡--瑞典现代文学巨匠

19世纪末期，随着瑞典工业化和城市化的发展，瑞典语也进入了一个新的时期。语言学术语将这个时期直至如今使用的瑞典语称为当代瑞典语（nusvenska）。很多作家、学者、政治家以及其它公共人物对新的国家语言影响很大，其中影响最大的是奥古斯特·斯特林堡（1849年-1912年）。
20世纪，标准通用的国家语言成型，全瑞典人开始使用。1906年，拼写改革后，正寫法终于稳定下来，除了一些细小的差别外，基本统一格式。与如今的瑞典语相比，仅仅是动词复数形式和一些句法（主要是书面语）的不同。动词的复数形式直到1950年才废弃使用。
1960年，瑞典语有一个明显的变化，被称为“你改革”（du-reformen）。以前，称呼一个与自己同等或高一些社会地位的人的正确方法是在姓前面加头衔。只有在陌生人初次会话，不清楚对方的职业、学术头衔或军衔的时候才使用“herr”（先生）、“fru”（夫人）或“fröken”（小姐）。这样在社团的谈话中介绍给第三者时会变得较复杂。20世纪初期，曾经试图用“ni”（你）来取代头衔，类似法语裡的“Vous”。“tu”（第二人称单数形式）用来称呼比自己地位低的人，“ni”（第二人称复数形式）则用来称呼不熟悉的人。1950年代和1960年代，随着瑞典社会自由主义化和激进化，社会阶层的差别没有以前那么巨大，“du”开始成为标准，用于非正式和正式场合。这项改革不是基于政治法令，更多体现的是社会态度的变化，到1960年代末期和1970年代初期，改革完成。

## 使用情況
瑞典語是瑞典的官方語言，也是該國约800万本土出生居民的母語，瑞典100万移民人口絕大多數通曉瑞典語。芬蘭有5.5%人口使用瑞典語作为母语。這些芬兰瑞典族人眾居在沿海地区及芬蘭南部和西部的海岛上地區，在这些地区，瑞典语是主要语言，其中位于芬兰大陆的科什奈斯、奈爾珀斯和拉什莫三个市镇在2015年之前瑞典语是唯一的官方语言。在北欧国家之间移民很普遍，由于这些国家的语言和文化很相似，新入籍者很快就被同化，而不是孤立开来。根据美国户籍统计，大约有67,000人是瑞典语使用者，瑞典语使用者在其它国家相对较少，如巴西和阿根廷有一些瑞典人的后代，保留了他们的语言和名字。在瑞典之外，大约有40,000人学习瑞典语。

### 官方地位

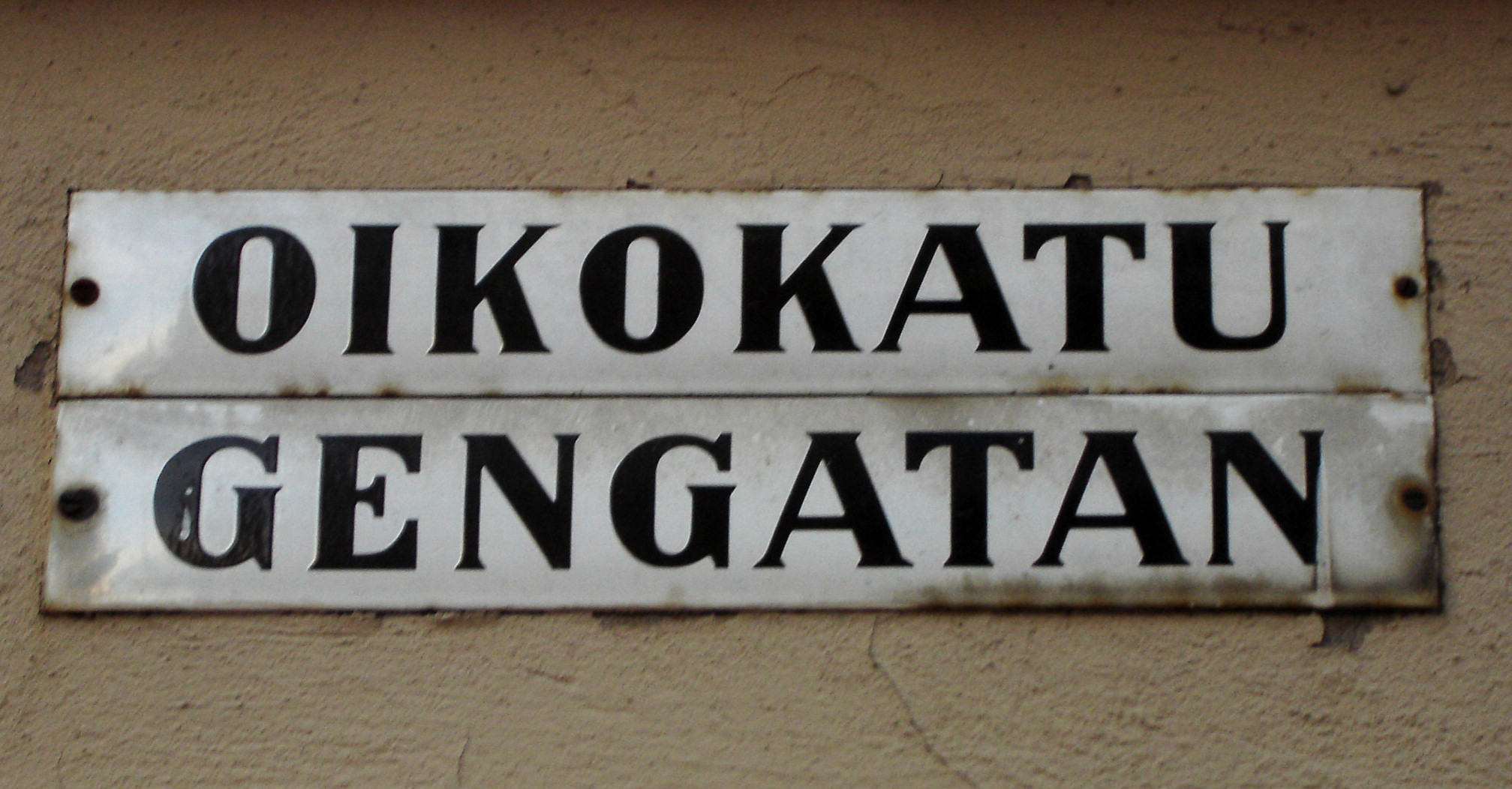
一个芬兰语和瑞典语双语路牌

雖然沒有明确法律規定，瑞典語實際上是瑞典的官方語言，被国家和地方政府正式推荐使用。瑞典国会曾在2006年有提案将瑞典语规定为官方语言，由于一些程序上的失误没有通过。
瑞典語是芬蘭自治区奧蘭唯一的官方語言。該地區的26,000居民中有95%使用瑞典语作为母语。在芬兰，瑞典語與芬蘭語同是芬蘭的官方語言。瑞典語也是歐盟的官方語言之一，以及北欧理事会的工作语言之一。根据1987年3月1日开始实行的《北欧语言条约》规定，北欧国家使用瑞典语的公民在与其它北欧国家的政府机构交流时可以不必支付任何口译或翻译的费用。

### 管理机构
瑞典语言委员会（Språkrådet）是瑞典的瑞典语官方管理机构，但是并不控制语言的发展，这点与法兰西学院主要修定法语，制定语言规则有所不同。然而，很多组织和机构要求在官方文件中遵循委员会颁布的《瑞典语书写规范》（Svenska skrivregler），该规范已经成为瑞典语正寫法事实上的标准。在瑞典语言委员会很多成员组织中，1786年建立的瑞典学院是影响较大的一个机构，编撰并出版了《Svenska Akademiens ordlista》（瑞典学院字典，简称SAOL，目前已经出版了14版）、《Svenska Akademiens ordbok》（瑞典学院辞典，简称SAOB）以及其它种类繁多的语法、拼写方面的书籍。
芬兰语言研究院是芬兰的瑞典语官方管理机构，它最重要的任务是与瑞典使用的瑞典语保持互通性。该研究院出版了《Finlandssvensk ordbok》（芬兰瑞典语词典），这是一本介绍芬兰和瑞典使用的瑞典语区别的书。

## 字母
| 瑞典语字母 | 瑞典语字母 | 瑞典语字母 | 瑞典语字母 | 瑞典语字母 | 瑞典语字母 | 瑞典语字母 | 瑞典语字母 | 瑞典语字母 | 瑞典语字母 | 瑞典语字母 | 瑞典语字母 | 瑞典语字母 | 瑞典语字母 | 瑞典语字母 | 瑞典语字母 | 瑞典语字母 | 瑞典语字母 | 瑞典语字母 | 瑞典语字母 | 瑞典语字母 | 瑞典语字母 | 瑞典语字母 | 瑞典语字母 | 瑞典语字母 | 瑞典语字母 | 瑞典语字母 | 瑞典语字母 | 瑞典语字母 | 瑞典语字母 |
| ---------- | ---------- | ---------- | ---------- | ---------- | ---------- | ---------- | ---------- | ---------- | ---------- | ---------- | ---------- | ---------- | ---------- | ---------- | ---------- | ---------- | ---------- | ---------- | ---------- | ---------- | ---------- | ---------- | ---------- | ---------- | ---------- | ---------- | ---------- | ---------- | ---------- |
| A          | a          | B          | b          | C          | c          | D          | d          | E          | e          | F          | f          | G          | g          | H          | h          | I          | i          | J          | j          | K          | k          | L          | l          | M          | m          | N          | n          | O          | o          |
| P          | p          | Q          | q          | R          | r          | S          | s          | T          | t          | U          | u          | V          | v          | W          | w          | X          | x          | Y          | y          | Z          | z          | Å          | å          | Ä          | ä          | Ö          | ö          |            |            |

瑞典語有29個字母：拉丁字母的26個加上Å / å、Ä / ä及Ö / ö。這3個字母排在z之後。W这个字母只出现在专用名词（如人名地名和外來語）中，所以经常不算作一个独立的字母，这也是有些学者认为瑞典语只有28个字母的原因。
古北歐語和古瑞典語最初用北歐古字母。中世紀時漸被拉丁字母取代。

## 語音特色

中部标准瑞典语的元音音位

瑞典语元音众多，共有9个元音字母，17个元音音位，比世界上其它主要语言的平均元音音位多。瑞典语共有18个辅音音位，其中清硬顎軟顎擦音/ɧ/和/r/在不同地区发音差别很大。
瑞典语并没有一个标准发音。在不同的方言中，元音和一部分辅音（尤其是部分清擦音和字母r有关的发音）在不同方言中有相当区别。三个主要的优势方言为：中部标准瑞典语、芬兰瑞典语、南部标准瑞典语。瑞典语的韵律在集中优势方言之间区别相当大。

## 词汇
大多數瑞典語的詞彙源自日耳曼語族，如“mus”（鼠）、“kung”（國王）和“gås”（鵝）。宗教和科学大量词汇来源于拉丁语和希腊语，从法语和后来的英语借用而来。
18世纪，大量法语词汇引入瑞典语。这些单词被音译成瑞典语拼写系统，因此发音和法语非常接近。这些词大多由于有明显的“法国口音”而容易区分出来，其重音通常在最后一个音节，如“nivå”（水准，法语为“niveau”）、“fåtölj”（扶手座椅，法语为“fauteuil”）和“affär”（商店，法语为“affaire”）等。从其它日耳曼语族借用词汇的现象也很普遍，最初从汉莎同盟时期的通用语中古低地德语，后来从标准德语。其中一些瑞典语的复合字也是从德语的复合字沿用而来，如“bomull”来自德语“Baumwolle”，意为棉花，是树和羊毛两个词组合起来。芬兰瑞典语有很多术语，尤其是法律和政府术语是从芬兰语仿造而来。
和许多其它日耳曼语族的语言一样，瑞典语的新词通常用组合旧词的方法产生。瑞典语新词的组合方法很自由，如“solnedgång”表示日落，由“sol”（太阳）、“ned”（下）和“gång”（路径）组成。然而，就像德语和丹麦语一样，非常长的词，如“produktionsstyrningssystemsprogramvaruuppdatering”（意为“生产控制系统软件升级”）是允许的但是也是不雅的。组合名词保留他们的原来性。在名词后加上“-a”可产生一个新的动词，如“disk”（碗）转成“diska”（洗碗）、“bil”（车）转成“bila”（驾驶车）。

## 文法
瑞典語的名詞、形容詞、動詞均會變形（inflection）。字序（word order）比較有規律：陳述句通常是S-V-O（主語-動詞-受語），疑問句是V-S-O（動詞-主語-受語）。

### 名詞
語法上名詞可分為兩種「性別」：通性（Common）及中性（Neuter）。一些古老的用語和儀式用語仍保留了古瑞典語通性名詞的雌雄之分。大多數名詞是通性，但名詞的性別沒有規則可循，要死記。
瑞典語的定冠詞連接詞尾，不定冠詞放在詞前。冠詞依名詞性別變化。
名詞複數變形習慣上名詞可分為5類：-or、-ar、-er、-n及不變名詞。
- 所有字尾是a的通性名詞複數時加-r，字尾a轉做o。例如，女孩：flicka（單數）；flickor（複數）。
- 大多數字尾不是a的通性名詞複數時加-ar、-er或-r（使用哪一個要死記）。
- 所有字尾為元音的中性名詞加-n，如蘋果：äpple（單數）；äpplen（複數）。
- 所有字尾為子音的中性名詞單、複數不變，如小孩：barn（單數、複數）。

有部分常用名詞的複數變形是不規則的。

### 動詞
動詞有4類。大多數動詞詞尾的變化有規律：原型是-a、現在式是-r、過去式則是-de、-te或-dde。人稱和單複數通常不會影響動詞。除規則變化外仍有不少常用動詞是不規則變化。

## 常用对话
- 你好！Hej!
- 早安！God morgon!
- 晚安！God natt!
- 歡迎！Välkommen!
- 再見！Hej då!
- 謝謝！Tack!
- 不客氣！ Varsågod!
- 非常感谢！ Tack så mycket!
- 对不起！ Förlåt!
- 没关系！Det gör inget!
- 是。Ja.
- 否。Nej.

唉， 上帝  Åh Gode Gud, Åh Herre Gud.

### 引用
1. ↑  Crystal，《斯堪的那维亚语》
2. ↑  Bergman，第21–23页。
3. ↑  Pettersson，第139页。
4. ↑  Pettersson，第151页。
5. ↑  Pettersson，第138页。
6. ↑  《Nationalencyklopedin》（国家百科全书）文章“du-tilltal”和“ni-tilltal”
7. ↑  《芬兰-一个移民国家》 的存檔，存档日期2008-05-01.，2007年9月21日访问。
8. ↑  《学习瑞典语》 的存檔，存档日期2007-07-09.，2007年9月21日访问。
9. ↑  《Svenskan blir inte officiellt språk》（瑞典语没有通过官方语言的立法） 的存檔，存档日期2009-10-14.，瑞典电视台，2005年12月07日播出，2007年9月21日访问。（瑞典文）
10. ↑  Konvention mellan Sverige, Danmark, Finland, Island och Norge om nordiska medborgares rätt att använda sitt eget språk i annat nordiskt land 的存檔，存档日期2007-04-18.，北欧理事会官方网站，2007年9月21日访问。
11. ↑  《20th anniversary of the Nordic Language Convention》北欧语言条约签订20周年 （页面存档备份，存于），北欧新闻，2007年2月22日播出，2007年9月21日访问。
12. ↑  杨迟，第25页。

## 外部連結
- 瑞典语字母和发音
- NHK瑞典語廣播 （页面存档备份，存于）
- Ethnologue有關瑞典語的資料
- 瑞英字典 （页面存档备份，存于）
- 瑞典語-拉丁語字典（英文）
- 初级瑞典语在线教程
- Swedish 101 （页面存档备份，存于） 在线学习瑞典语的一个网站
- 瑞典语常用会话 （页面存档备份，存于）
- 林林小筑有關瑞典語学习的資料汇总 （页面存档备份，存于）
- 瑞中词典-瑞典语入门系列

| 前罗马铁器时代 前500年–前100年              | 前罗马铁器时代 前500年–前100年 | 罗马铁器时代早期 前100年–100年     | 罗马铁器时代晚期 100年–300年       | 迁徙时期 300年–600年            | 中世纪前期 600年–1100年     | 中世纪 1100–1350年    | 中世纪后期 1350年–1500年 | 近代早期 1500年–1700年 | 现代 1700年至今 |
| 原始日耳曼语                                | 西日耳曼语                     | 厄尔米诺内语 （易北河日耳曼语）    | 原始高地德语                       | 原始高地德语                    | 古高地德语、 伦巴底语       | 中古高地德語          | 早期现代高地德语         | 早期现代高地德语       | 高地德语各变种  |
| 原始日耳曼语                                | 西日耳曼语                     | 厄尔米诺内语 （易北河日耳曼语）    | 原始高地德语                       | 原始高地德语                    | 古高地德语、 伦巴底语       | 中古高地德語          | 早期现代高地德语         | 早期现代高地德语       | 标准德语        |
| 原始日耳曼语                                | 西日耳曼语                     | 伊斯特沃内语 （威悉-莱茵日耳曼语） | 原始法兰克语                       | 古法兰克语                      | 古中部德语                  | 中古中部德语          | 早期现代中部德语         | 早期现代中部德语       |                 |
| 原始日耳曼语                                | 西日耳曼语                     | 伊斯特沃内语 （威悉-莱茵日耳曼语） | 原始法兰克语                       | 古法兰克语                      | 古中部德语                  | 中古中部德语          | 早期现代中部德语         | 早期现代中部德语       | 中部德语各变种  |
| 原始日耳曼语                                | 西日耳曼语                     | 伊斯特沃内语 （威悉-莱茵日耳曼语） | 原始法兰克语                       | 古法兰克语                      | 古低地法兰克语 （古荷兰语） | 早期林堡语 中古荷兰语 | 晚期林堡语 中古荷兰语    | 早期林堡语             | 林堡语          |
| 原始日耳曼语                                | 西日耳曼语                     | 伊斯特沃内语 （威悉-莱茵日耳曼语） | 原始法兰克语                       | 古法兰克语                      | 古低地法兰克语 （古荷兰语） | 早期 中古荷兰语       | 晚期 中古荷兰语          | 早期 现代荷兰语        | 荷兰语各变种    |
| 原始日耳曼语                                | 西日耳曼语                     | 伊斯特沃内语 （威悉-莱茵日耳曼语） | 原始法兰克语                       | 古法兰克语                      | 古低地法兰克语 （古荷兰语） | 早期 中古荷兰语       | 晚期 中古荷兰语          | 早期 现代荷兰语        | 南非语          |
| 原始日耳曼语                                | 西日耳曼语                     | 因格沃内语 （北海日耳曼语）        | 原始撒克逊语 （东南因格沃内语）    | 原始撒克逊语 （东南因格沃内语） | 古撒克逊语                  | 中古低地德语          | 中古低地德语             | 中古低地德语           | 低地德语各变种  |
| 原始日耳曼语                                | 西日耳曼语                     | 因格沃内语 （北海日耳曼语）        | 盎格鲁-弗里西语 （西北因格沃内语） | 原始弗里西语                    | 古弗里西语                  | 古弗里西语            | 古弗里西语               | 中古弗里西语           | 弗里西语各变种  |
| 原始日耳曼语                                | 西日耳曼语                     | 因格沃内语 （北海日耳曼语）        | 盎格鲁-弗里西语 （西北因格沃内语） | 原始英语                        | 古英语 （盎格鲁-撒克逊）    | 早期 中古英语         | 晚期 中古英语            | 近代英语               | 英语各变种      |
| 原始日耳曼语                                | 西日耳曼语                     | 因格沃内语 （北海日耳曼语）        | 盎格鲁-弗里西语 （西北因格沃内语） | 原始英语                        | 古英语 （盎格鲁-撒克逊）    | 早期 中古英语         | 早期苏格兰语             | 中古苏格兰语           | 苏格兰语各变种  |
| 原始日耳曼语                                | 北日耳曼语                     | 北日耳曼语                         | 原始诺尔斯语                       | 原始诺尔斯语                    | 卢恩 古西诺尔斯语           | 古冰岛语              | 晚期 古冰岛语            | 冰岛语                 | 冰岛语          |
| 原始日耳曼语                                | 北日耳曼语                     | 北日耳曼语                         | 原始诺尔斯语                       | 原始诺尔斯语                    | 卢恩 古西诺尔斯语           | 古挪威语              | 古法罗语                 | 法罗语                 | 法罗语          |
| 原始日耳曼语                                | 北日耳曼语                     | 北日耳曼语                         | 原始诺尔斯语                       | 原始诺尔斯语                    | 卢恩 古西诺尔斯语           | 古挪威语              | 古诺恩语                 | 诺恩语                 | 灭绝            |
| 原始日耳曼语                                | 北日耳曼语                     | 北日耳曼语                         | 原始诺尔斯语                       | 原始诺尔斯语                    | 卢恩 古东诺尔斯语           | 古挪威语              | 中古挪威语               | 挪威语                 | 挪威语          |
| 原始日耳曼语                                | 北日耳曼语                     | 北日耳曼语                         | 原始诺尔斯语                       | 原始诺尔斯语                    | 卢恩 古东诺尔斯语           | 早期 古丹麦语         | 晚期 古丹麦语            | 丹麦语                 | 丹麦语          |
| 原始日耳曼语                                | 北日耳曼语                     | 北日耳曼语                         | 原始诺尔斯语                       | 原始诺尔斯语                    | 卢恩 古东诺尔斯语           | 早期 古瑞典语         | 晚期 古瑞典语            | 瑞典語                 | 瑞典語          |
| 原始日耳曼语                                | 北日耳曼语                     | 北日耳曼语                         | 原始诺尔斯语                       | 原始诺尔斯语                    | 卢恩 古东诺尔斯语           | 早期 古瑞典语         | 晚期 古瑞典语            | 达拉纳方言             |                 |
| 原始日耳曼语                                | 北日耳曼语                     | 北日耳曼语                         | 原始诺尔斯语                       | 原始诺尔斯语                    | 卢恩 古哥得兰语             | 早期 古哥得兰语       | 晚期 古哥得兰语          | 哥得兰语               | 哥得兰语        |
| 原始日耳曼语                                | 东日耳曼语                     | 东日耳曼语                         | 东日耳曼语                         | 哥特语                          | 哥特语                      | （未证实哥特语方言）  | （未证实哥特语方言）     | 克里米亚哥特语         | 灭绝            |
| 原始日耳曼语                                | 东日耳曼语                     | 东日耳曼语                         | 东日耳曼语                         | 汪达尔语                        | 灭绝                        | 灭绝                  | 灭绝                     | 灭绝                   | 灭绝            |
| 原始日耳曼语                                | 东日耳曼语                     | 东日耳曼语                         | 东日耳曼语                         | 勃艮第语                        | 灭绝                        | 灭绝                  | 灭绝                     | 灭绝                   | 灭绝            |
| 註解 1. 2. 3. 4. 5. 6. 參考資料 1. 2. 3. 4. |                                |                                    |                                    |                                 |                             |                       |                          |                        |                 |